# L'uomo di carta
L'uomo di carta (El hombre de papel) è un film del 1963 diretto da Ismael Rodríguez.